# لوكيميا حادة بخلايا النخاع الخديج
اللوكيميا الحادة بخلايا النخاع الخديج أو ابيضاض سلائف النقويات الحاد هو نوع فرعي لابيضاض الدم النقوي الحاد، وهو سرطانات خلايا الدم البيضاء. في ابيضاض سلائف النقويات الحاد، هناك تراكم غير طبيعي للخلايا المحببة الغير ناضجة وتسمى بالخلايا السَليفَةُ النِّقْوِيَّة. يتميز هذا المرض بإزفاء الكروموسومات التي تنطوي على جينات مستقبل حمض الريتينويك الفا (RARα أو RARA)  ويتميز عن غيره من أنواع ابيضاض الدم النقوي الحاد من خلال استجابتها لعلاج أحماض الريتينويك (ويعرف أيضا باسم تريتينوين). وقد وصف ابيضاض سلائف النقويات الحاد لأول مرة في عام 1957  من قبل الأطباء الفرنسيين والنرويجيين كمرض مميت ومفرط الحدة. في الوقت الحالي هو من أكثر أنواع الابيضاض النقوي قابليةً للعلاج مع معدل بقاءٍ على قيد الحياة لمدة 12 عام خالية من التدهور يقدر ب70% تقريباً.

## العلامات والأعراض
الأعراض تميل لتكون مشابهةً للابْيِضاضُ النِقَوِيّ الحاد بشكل عام مع الأعراض المحتملة التالية:
سهولة النزيف بسبب انخفاض الصفائح الدموية وقد يتضمن:
- تَكَدُّم (كدمة)
- نَزْفٌ لِثَوِيّ
- نزيف الأنف (رعاف)
- زيادة نزيف الطمث (غزارة الطمث)

## نشوء المرض
يتميز مرض ابيضاض سلائف النقويات الحاد  بإِزْفاءٌ صِبْغَوِيّ مُشْتَمِلٌ عَلَى مستقبل حمض الريتينويك ألفا مشفر في المورثة  الصبغيه 17 (RARA). في 95% من حالات ابيضاض سلائف النقويات الحاد، يدخل مورث (جين) مستقبل حمض الريتينويك ألفا المشفر في المورثة الصبغيه 17 في إزفاء متبادل مع مورث ابيضاض سلائف النقويات في المورثه الصبغية 15، وتكون عملية الإزفاء محددة كما يلي (t(15;17)(q22;q12. مستقبلات ROR تعتمد على حمض الريتينويك لتنظيم النسخ.
هناك  ثمانية تغيرات أخرى نادرة في المورثات ارتبطت بابيضاض سلائف النقويات الحاد، وهي: دمج مستقبل حمض الريتينويك ألفا (RARA) بإصبع زنك ابيضاض سلائف النقويات الحاد الذي يعرف أيضا ب (ZBTB16)، أو بمورث
nucleophosmin (NPM1)، أو بالمورث المرتبط بالمصفوفة النووية (NUMA1)، أومورث محول الإشارات ومنشط النسخ 5B (STAT5B)، أومورث الوحدة التنظيمية لكيناز البروتين A 1α (PRKAR1A)، أومورث عامل التفاعل مع PAPOLA وCPS F1 (FIP1L1)أو ب، BCL6 (BCOR)، أو ب (OBFC2A /NABP 1). بعض هذه التغيرات  تستجيب لعلاجات حمض الرينويك تراعي وبعضها لا يُعلم مدى استجابتها، لأنها نادرة جداً. ومن المعروف أن التغييرات من النوع  STAT5B / RARA وPLZF / RARA تكون مقاومة لعلاجات حمض الريتنويك.
ينتج من إندماج ابيضاض سلائف النقويات ومستقبل حمض الريتينويك ألفا، بروتين هجين بوظائف متغيرة. يرتبط البروتين المندمج بقدرة أكبر بمواقع في الحمض النووي للخلية، وبذلك يمنع النسخ والتَمايُز للخلايا المحببة. يتم ذلك عن طريق تحسين الاندماج مابين (NCOR) و (HDAC). وبالرغم من أنه يُعتقد أن إِلإزْفاءٌ الصِبْغَوِيّ التضمن لمستقبل حمض الريتينويك الفا هو المنشئ للمرض، فقد يتطلب إضافية طفرات إضافيه  للإصابة بابيضاض الدم.
ينتج من اندماج الجينات RAR-α/PLZF نوع فرعي من ابيضاض سلائف النقويات الحاد لا يستجيب لعلاج التريتينوين ويكون أقل استجابة  للعلاج الكيميائي النموذجي أَنْثراسيكلين وبالتالي يؤدي إلى إضعاف النتائج طويلة الأجل في هذه المجموعة من المرضى.

## التشخيص
يمكن تفريق ابيضاض سلائف النقويات الحاد من الانواع الأخرى لإبْيِضاضُ النِقَوِيّ الحاد بناء على الفحص المورْفُولُوجِيّ لرُشَافَة النخاع العظمي أو خزعة بالإضافة لتحديد نوع التغير الجيني. يتطلب التشخيص النهائي اختبار للجين المندمج PML/RARA. ويمكن عمل ذلك إما عن طريق تفاعل البوليميراز المتسلسل، أو تهجين موضعي متألق، أو علم الوراثة الخلوية التقليدية من الدم المحيطي أو النخاع العظمي. تتضمن هذه الطفرة إزفاء للذراع الطويلة من الصبغي الخامس عشر والسابع عشر. في حالات نادرة، قد يحدث إزفاء صبغي خفي لا يمكن الكشف عنه بواسطة الفحص الوراثي الخلوي، في هذه الحالات،  يكون اختبار تفاعل البوليميراز المتسلسل أمر أساسي لتأكيد التشخيص. وجود أَجْسامُ آوَر المتعددة في لطاخة الدم المحيطية (شريحة دم)  هو دليل قوي على الإصابة بابْيِضاضُ سَلاَئِفِ النِقَوِيَّاتِ الحادّ.

## العلاج

### العلاج الاولي

تريتينوين

ميتوزانترون

ميثوتريكسيت

ينفرد ابيضاض سلائف النقويات الحاد من بين جميع أنواع اللوكيميا بحساسيته لحمض الريتينويك المفروق (يُعرف أيضا باسم تريتينوين)،  وهو فيتامين (أ) على شكل حمض. يعمل تريتينوين على عزل مركب ال NCOR-HDACL  من ROR وبذلك يسمح لنسخ الحمض النووي والتمايز بين الخلايا السَليفَةُ النِّقْوِيَّة الغير ناضجة إلى خلايا محببة  ناضجة من خلال استهداف عامل النسخ المكون للورم وعمله الشاذ. بعكس العلاجات الكيميائية الأخرى، تريتينوين لا يقتل الخلايا الخبيثة مباشرة بل يعمل على تحفيز التمايز النهائي لخلايا الابيضاض السَليفَةُ النِّقْوِيَّة، بعدها تخضع الخلايا الخَبِيْثَةِ المتمايزة للموت الخلوي التلقائي بمفردها. يستطيع تريتينوين بمفرده السيطرة على المرض، لكن ذلك لن يدوم طويلا في غياب المعالجة الكيميائية التقليدية المتزامنه معه. واعتباراً من 2013 أصبح المعيار للمعالجة الكيميائية المتزامنة هو أكسيد الزرنيخ الثلاثي. وقبل ذلك، كان المعيار الاساسي للعلاج الكيمياوي هو أنثراسيكلين (داونُورُوبِيسِين،دوكسوروبيسين، ايداروبايسين، ميتوكسانترون).
كلا العلاجين الكيميائين لديهما القدرة على السيطرة على المرض فيما يقارب 90% من المرضى، إلا أن أكسيد الزرنيخ الثلاثي له أعراض جانبية أقل وطأةً.
العلاج بتريتينوين مرتبط بأعراض جانبية فريدة لمتلازمة حمض الريتينويك. ويرتبط ذلك مع نشوء ضيق نفس، والحمى، وزيادة الوزن، ووذمة محيطية ويتم علاج هذه الاعراض عن طريق ديكساميتازون. وقد تم نسب المسبب لمتلازمة حمض الريتينويك للتسرب الشعيري الذي يحدث بسبب تسرب السِيتوكين من الخلايا السَليفَةُ النِّقْوِيَّة المتمايزة.
اُستخدم الجسم الضدي أحادي النسيلة،جيمتوزوماب أوزوغاميسين، بنجاح لعلاج ابيضاض سلائف النقويات الحاد. لكنه سُحب من السوق الأمريكي بسبب المخاوف بشأن إحتمالية التسمم من الدواء ولم يتَمَّ تَسْوِيقُهُ في أستراليا وكندا والمملكة المتحدة. ويتم إعطاءه تزامناٌ مع تريتينوين وقد أنتج استجابةً في حوالي 84٪ من المرضى المصابين بابيضاض سلائف النقويات الحاد. وذلك مشابة لمعدل المرضى الذين عولجوا بتريتينوين وأنثراسيكلين. ونتج عنه أضرار أقل في عضلة القلب من العلاج القائم على أنثراسيكلين وبالتالي قد يكون من مفضلاً في هؤلاء المرضى.

### المُعالَجَةٌ الصائِنَة
بعد تحقيق  مرحلة الاستقرار، المعيار الاساسي للرعاية هو الخضوع للمعالجة الكيميائية مع ميثوتركسيت، ميركابتوبيورين، تريتينوين. وسوف ينتكس عدد كبير من المرضى بدون العلاج الترسيخي. في عام 2000، دراسة أوربية عن ابيضاض سلائف النقويات الحاد، أوضحت أن معدل الانتكاس في عامين للذين لم يتلقوا علاج ترسيخي (تريتينوين لم يكن مدرجاً) هو 27% مقارنة ب 11% للذين تلقوا العلاج الترسيخي (p<0.01). وبالمثل، في دراسة أمريكية عن ابيضاض سلائف النقويات الحاد في عام 2000، كان معدل البقاء على قيد الحياة للذين تلقوا تريتينوين 61% مقارنة ب36% فقط للذين لم يتلقوا العلاج بتريتينوين.

### الانتكاس أو حرون المرض
يجري حاليا اختبار أكسيد الزرنيخ الثلاثي لعلاج الانتكاس/حرون المرض. وتم الإبلاغ عن حالة استقرار مع استخدام أكسيد الزرنيخ الثلاثي. وقد أظهرت الدراسات أن الزرنيخ يعيد تنظيم النقاط النووية ويعمل على تفكيك الجين المندمج والمتحول PML/RARA. يعمل أكسيد الزرنيخ الثلاثي أيضا على زيادة نشاط الكاسبيس والذي بالتالي يحفز موت الخليه المبرمج. ويعمل على تقليل معدل الانتكاس لدى المرضى الذين هم عرضة لذلك بصورة كبيرة. في اليابان، هنلك علاج يدعى tamibarotene وهو ريتينويد اصطناعي مرخص للاستخدام كعلاج لابيضاض سلائف النقويات الحاد الذي لا يستجيب للتريتينوين.

### عوامل الفحص
بعض الأدلة تدعم المنفعة العلاجية المحتملة من مثبطات هيستون دياسيتايليز كحمض الفالبرويك أو فورينوستات في علاج ابيضاض سلائف النقويات الحاد. وفقا لاحدى الدراسات، وجد أن خلاصة القرفة لها تاثير على عملية موت الخلية المبرمج في ابيضاض النقوية الحاد خلايا HL-60. 

## علم الوبائيات
يمثل ابيضاض سلائف النقويات الحاد 10-12% من حالات  ابْيِضاضُ الدم النِقَوِيّ الحاد. مع متوسط أعمار يترواح بين 30-40 للمصابين.  ويعتبر متوسط الأعمار هذا أقل مما هو في  الأنواع الأخرى لابْيِضاضُ الدم النِقَوِيّ الحاد (70 عاما). الإصابة هي الاعلى بين افراد أمريكا اللاتينية أو من أصول أوروبا الجنوبية. ويمكن أن يحدث كورم خبيثي ثانوي في المرضى المتلقين لعلاج مثبطات التوبوأيزومراز 2 (كأنثراسيكلين وايتوبوسيد) نظرا للتأثيرات المسرطنة لهذه العوامل ويحدث أيضا مع المرضى المصابين بسرطان الثدي ويمثلون غالبية هؤلاء المرضى. حوالي 40% من المرضى المصابين بابيضاض سلائف النقويات الحاد لديهم أيضا اضطراب صبغي كمُتَلاَزِمَةُ تَثَلُّثُ الصِّبْغِيِّ 8 أو صِبْغِيٌّ مُتَساوِي الأذْرُع والتي يبدو أنها لاتؤثر على نتائح المدى البعيد.

## روابط خارجية
- Histology at University of Virginia
- Images نسخة محفوظة 15 ديسمبر 2007 على موقع واي باك مشين. at Nagoya University
- Management of acute promyelocytic leukemia: recommendations from an expert panel on behalf of the European LeukemiaNet. 2008
- Adult Acute Myeloid Leukemia Treatment (PDQ®)